# 范驍駿
范 驍駿（はん ぎょうしゅん、1956年10月 - ）は、中華人民共和国の軍人。山東省墾利県出身。中国共産党第19期中央委員会委員。

## 経歴
1956年10月、山東省墾利県で生まれる。
2005年、北京軍区空軍政治部副主任を務めた。2008年、広州軍区空軍政治部主任を務めた。2009年、中国人民解放軍空軍空降兵第15軍政治委員を務めた。2014年7月、済南軍区副政治委員兼済南軍区空軍政治委員を務めた。2015年7月、中国人民解放軍空軍政治部主任を務めた。2016年に軍隊改革後は空軍政治工作部主任を務めた。2017年1月、中国人民解放軍北部戦区政治委員に昇格。2017年4月、第13期全国人民代表大会代表（議員）に選出される。
2006年、少将。2015年7月、中将。2019年7月、上将に昇格する。